# Локалитет „Орловине”
Локалитет „Орловине” је археолошко налазиште на истоименом вису, где се налазе остаци средњовековног утврђења. Локалитет се налази изнад градског центра Малог Зворника, познато у народу и као „Јеленин град”.
Седамдесетих година 20. века, археолог Миливоје Васиљевић из Шапца, објавио је прелиминарна истраживања на подручју општина Средњег Подриња. Констатовао је да се на самом вису Орловине и на западним падинама налазе остаци утврђења. Кратке податке о налазишту је објавио у часопису историјског архива у Шапцу. На основу његових података Завод за заштиту споменика културе у Ваљеву убрзо је увео овај локалитет у евиденцију налазишта. Неправедно запостављен, локалитет бива детаљно испитан тек у периоду од 2013. до 2015. године, на иницијативу професора историје Дејана Павића из Малог Зворника.

## Опис локалитета
Око заравњеног виса се пружа обимни зид утврђења дебљине два метра, рађен од притесаног камена, који је заливен малтером од живог креча и песка, са остацима монуметалне капије, која је раздвајала Горњи и Доњи град. Са северне стране, стрмом падином, утврђење се спушта према Бучевском потоку, са јужне стране, готово вертикалном литицом према садашњем језеру и са западне стране до Дрине, у дужини од око 700 метара и обухвата простор од 14 хектара.
Доњи град је троугластог облика у којем се налазило обимно градско насеље, што је ретко за то време. Добар део локалитета је уништен изградњом модерног градског центра педесетих и шездесетих година 20. века. Остаци јужног и северног зида, који се као краци шестара, ширећи се, спуштају према Дрини, показују да се трећи крак зидина, обалом реке простирао у дужини од четристо метара.
Узвишенији део Доњег града и локалитет Горњег града Липника потпуно су очувани и на њима највероватније није било никаквих значајних активности у турском каснијем периоду. Данас је делимично под ливадама и делом под шумом и ретким растињем. На ливадам постоје значајне разлике у вегетацији траве тако да се у рразличито доба године могу приметити праволинијске бразде, које су последица недостатка влаге и хумуса. На јужној ливади су видљиви остаци монуметаалне грађевине за коју се може претпоставити да је црква. На подручју шуме налазе се остаци зидина, са рупама од дрвених сантача. Јужни зид има барем једно испупчење према споља, правоугаоног облика, у ширини од 1,10 и у дужини од 5,2 метра.
На читавом локалитету се налазе бројне терасе, односно равне платформе на падинама, као и велике количине обореног и расутог притесаног камена. На источној падини, при врху, налазе се кружна гомила камена, за коју се може претпоставити да је цистерна.
На основу пронађених фрагмената керамике и других покретних налаза (фрагмент глеђосане посуде, делови амфоре, део посуде извајане грнчарским колом на ножни погон), поуздано је утврђено да се ради о тврђави рановизантијског периода, тачније из 6. века, у време владавине цара Јустијана, које је током времена одржавано и преуређивано.